# 켈로그 경영대학원
켈로그 경영대학원(Kellogg School of Management, The Kellogg School, Northwestern Kellogg)은 미국 일리노이주 에반스턴에 위치한 노스웨스턴 대학교의 경영대학원으로, 세계 최고 수준의 MBA 프로그램을 제공하는 기관이다. 1908년에 설립된 켈로그 경영대학원은 오랜 역사와 전통을 자랑하며, 혁신적인 교육 방식과 뛰어난 연구 성과로 글로벌 비즈니스 교육을 선도하고 있다. 미국 최상위 명문 비즈니스 스쿨 그룹인 M7의 일원으로서 미국 US News and World Report MBA 순위에서 2023년에 2위, 2024년에는 3위를 기록했다. 켈로그 경영대학원은 팀 워크와 팀 리더십을 강조한 최초의 대학원으로 알려져 있고 마케팅 분야는 세계 최고로 인정받고 있다. 포춘 1000대 기업 임원(C-suite)을 가장 많이 배출한 MBA 과정 Top 3에 하버드 경영대학원(Harvard HBS), 시카고대 부스경영대학원(Chicago Booth)과 함께 노스웨스턴 켈로그 경영대학원(Northwestern Kellogg)이 뽑혔을 정도로 동문 네트워크가 강한 경영대학원이다.

## 개요
켈로그 경영대학원(Kellogg School of Management)은 노스웨스턴 대학교(Northwestern University)의 경영대학원으로 미국 일리노이주의 에반스톤에 캠퍼스를 두고 있다. 풀타임(Full-time), 파트타임(Part-time), 최고경영자(Executive) 프로그램을 제공하고 있으며 이밖에 중국, 인도, 홍콩, 이스라엘, 독일, 캐나다, 태국 소재 학교들과 연계한 프로그램도 운영하고 있다. 켈로그 경영대학원은 MBA(Master of Business Administration), Ph.D., JD-MBA, MBA-MEM(Master of Engineering Management)와 같은 다양한 학위를 수여하고 있다.
켈로그 경영대학원은 1908년 시카고 다운타운에 파트타임 야간프로그램으로 처음 설립된 이래로 ‘윤리의식’을 갖춘 비즈니스 리더를 양성해 온 것으로 인정받고 있다. 켈로그 경영대학원은 최초로 그룹프로젝트와 그룹평가를 대학원 교육에 도입했으며 ‘팀워크(Teamwork)’와 ‘팀리더십(Team Leadership)’의 중요성을 경영계에 널리 알렸다.
켈로그 경영대학원은 Business Week, U.S. News & World Report, The Economist Intelligence Unit 등의 여러 경제신문사들로부터 세계적인 최고 경영대학원 중 하나로 손꼽혀 왔으며, 켈로그 경영대학원의 동문들은 세계 각국의 영리기관, 비영리기관, 공공기관, 학계와 같은 다양한 분야에서 두각을 나타내고 있다.

## 경영대학원 역사
1908년에 노스웨스턴 대학교 상과대학 Part-time 야간과정으로 처음 설립된 켈로그 경영대학원은 경영대학원에 대한 인증 기준을 수립하는 단체인 Association to Advance Collegiate Schools of Business(AACSB)의 16개 설립회원 중 하나였다. 최초 설립회원 중 하나로서 켈로그 경영대학원은 GMAT(Graduate Management Admission Test) 시험을 수립하는 데 중요한 역할을 했다. 또한, 켈로그 경영대학의 교수들은 Marketing 및 Decision Science 와 같은 분야에서 많은 공헌을 하였다. 일례로, 응용심리학의 선구자인 월터 드릴(Walter Drill) 교수는 20세기 초반에 마케팅과 초기 광고학을 확립하는데 기여하였다. 더 나아가 그는 1920년부터 1939년까지 노스웨스턴대학교 총장을 역임하기도 했다. 최근에는 필립 코틀러(Phillip Kotler) 교수와 시드니 레비(Sidney J. Levy) 교수가 1969년 마케팅저널(Journal of Marketing)에 기재한 획기적인 논문인 “마케팅 개념의 확장(Broadening the Conception of Marketing)”은 마케팅에 대한 이해를 높이는 초석이 되었다. 이와 유사하게 Kotler 교수의 Marketing Management 교과서는 이 분야에 대한 학문적 깊이를 더하는데 크게 기여하였다.
1951년부터 켈로그 경영대학원은 최고경영자 교육과정을 도입하였다. 에반스톤에서 진행되는 4주 여름학기 개설과정인 “The Institute for Management”는 다음 년도에는 두 개 과정으로 확장되었다. 이 프로그램의 성공으로 1965년도 스위스Bürgenstock에는 유사한 과정이 개설되기도 하였다. 1976년에 켈로그 경영대학원은 에반스톤에서 최고경영자과정을 확장하여 Executive Management Program(EMP, 오늘날 Executive MBA program으로 알려져 있다)이라고 불리는 학위수여과정을 도입하였다.. 학교 역사의 분수령은 켈로그 최고경영자과정의 근원인James L. Allen Center를 설립한 것이다. 도널드 제이콥(Donald P. Jacobs) 학장(1975~2001 학장역임, 1957년부터 Finance Department 교수역임)의 비전인 Allen Center는 시카고지역의 저명한 기업가이자 켈로그 동문이며 Booz Allen Hamilton의 공동설립자인 James L. Allen의 협조를 받았다. Allen Center의 초석은 1978년에 놓였고 1979년 10월31일에 공식적으로 공개되었다.
1956년에 켈로그 경영대학원은 School of Business로 이름을 바꾸었으며, 분석적 역량과Behavioral Skills을 갖춘 경영관리자에 대한 산업계의 수요를 반영하여1969년에는 Graduate School of Management로 다시 개명하였다. 켈로그 경영대학원의 교육과정은 경영학 전반에 걸친 General Management교육을 지향하였는데, 이러한 경향은 20세기 당시 대다수 학교들이 협의의기술에 집중해서 교육했던 것과 차별화되었다. 켈로그의 프로그램은 전통적인 기업경영 분야에서 커리어를 개발하는 것에만 한정되지 않았고 기업, 공공분야, 비영리 법인 등 전 분야에서 리더쉽 역할을 수행하는데 필요한 경영 기술을 배양하도록 설계되었다. 이러한 변화를 반영하기 위해 켈로그 경영대학원은 1969년 MBA 학위를 없애고 MM (Master of Management) 학위를 수여하기 시작했다. 거의 30년간 이러한 차별화를 유지한 이후, 켈로그 경영대학원은 최근 다시 MBA 학위를 수여하는 것으로 바꿨다.
이러한 극적인 변화들은 존 바(John Barr) 학장 (1965-1975)에 의해 주도된 변화에 기반을 두고 있다. 1966년에 노스웨스턴 대학교는 경영대학원 프로그램에만 모든 역량을 집중하기 위해서 당시 매우 각광받던 School of Business의 학부과정을 없애기로 결정했다. 이런 과정을 통해, 켈로그는 연구 중심의 교수진을 선발하고, 게임이론(Game Theory) 분야 등에서 세계적 명성을 가진 전문가들을 끌어들였고, 그 결과 1967년에는 스탠리 라이터(Stanley Reiter) 교수가 이끈 Managerial Economics and Decision Sciences Department를 설립하기도 했다.
1979년 존 켈로그(John L. Kellogg)의 1천만 달러 기부를 기념하기 위해, 경영대학원의 명칭을 J.L. Kellogg 경영대학원으로 개명하였다. 이 기부금을 기반으로 3개의 석좌 교수직, 2개의 대규모 학제간 연구 센터, 4개의 연구 교수직, 그리고 주거-학습 공간으로 설계된 대규모 학생 주거 시설 설립을 설립 하였으며, 이를 통해 학교는 연구 활동과 교육 영역을 크게 확대할 수 있었다. 존 켈로그의 기부금 이전에도 켈로그 경영대학원은 연구 중심의 교수진을 강화하고 있었다. 1978년 한 해에만 켈로그 경영대학원은 6개의 석좌 교수직과 2개의 연구 교수직을 추가하였다. 2001년에는 경영대학원의 브랜드를 강화하기 위해 명칭을 Kellogg School of Management로 줄였다. 켈로그 경영대학원의 100주년 기념 웹사이트의 일대기에는 Kellogg의 지난 100년간의 여정이 잘 나타나 있다.
2009년 6월, 켈로그는 디팍 제인(Dipak C. Jain)이 8년간의 학장직에서 물러나고 교수직으로 복귀한다고 발표했다. 2009년 9월 1일, 학장 추천 위원회가 켈로그를 이끌어갈 최적의 후보자를 물색할 동안, 교과과정 담당 수석 부학장이며 IBM 생산관리 특훈교수(IBM Distinguished Professor of Operations Management)였던 수닐 초프라(Sunil Chopra)가 임시학장으로 기용되었다. 2010년 3월, 켈로그는 샐리 블라운트(Sally Blount)가 수닐 초프라(Sunil Chopra)를 대신하여 7월부터 학장직을 수행하게 될 것이라고 발표했다. 샐리 블라운트는 뉴욕대학교 (New York University)의 학부 학장과 스턴 경영대학원(Stern School of Business)의 부학장직을 역임했다.

## 캠퍼스
켈로그 경영대학원의 풀타임 MBA과정, 최고경영자 MBA 과정이 진행되는 경영대학원 건물은 일리노이주 시카고시 북쪽, 에반스톤시에 위치해 있으며, 파트타임 MBA 과정은 노스웨스턴대학의 시카고 다운타운 캠퍼스 내의 위볼트 홀(Wieboldt Hall)에서 진행된다. 풀타임 및 최고경영자 과정 학생들은 사설 해변, extensive한 스포츠 및 수상 설비(Aquatic facilities), 자전거 도로, 운동, 그리고 요트 및 윈드서핑 센터를 활용할 수 있다. 시카고 다운타운 캠퍼스는 미시건 호수나 미시건 애버뉴로부터 몇 블록 떨어져 있으며, 켈로그 학생들이 근무하는 시카고의 상업 중심지구(the Loop) 근처에 편리하게 위치해 있다. 한편, 2006년 1월에 캘로그는 라틴계 미국인 경영자들을 위한 최고경영자 MBA 과정을 제공하기 위해서 플로리다주 마이애미에 신설 캠퍼스를 개교했다. 이 캠퍼스에서 진행하는 켈로그-마이애미 최고경영자 MBA 과정의(Kellogg-Miami EMBA Program) 주말 수업에 참석하기 위해서 라틴 아메리카와 미국에서 경영자들이 찾아오고 있다. 캠퍼스 위치에 상관없이 켈로그 경영대학원의 최고경영자 MBA 과정은 동일한 교육 과정과 전통적인 리더쉽 및 팀워크 접근방식을 제공한다. 이러한 교육 프로그램으로 인해서 켈로그는 지난 수년간 Executive MBA 과정 랭킹에서 지속적으로 1위를 차지해 왔다.
2009년 11월 11일, 노스웨스턴 대학교는 켈로그의 풀타임 MBA 과정을 수용할 수 있는 경영대학원 건물을 신설할 계획을 발표했다. 신축 경영대학원 건물은 노스웨스턴 대학 에반스턴 캠퍼스 북동쪽(기존 Executive MBA 건물인 Allen Center 근처)에 지어질 예정이며, 현재 건물 디자인 프로세스가 진행 중이다. 착공시기는 기금모금 경과에 따라 추후 결정될 예정이다.

## Academics
프로그램
켈로그는 학위 프로그램으로 풀타임(Full-Time) MBA, 최고경영자(Executive) MBA, MMM (MBA + MEM), JD-MBA, 그리고 파트타임(Part-Time) MBA를 제공하고 있으며 또한 비학위 과정인Executive Education 프로그램도 운영하고 있다. 켈로그는 19개 전공(Accounting Information and Management, Analytical Consulting, Analytical Finance, Decision Sciences, Entrepreneurship and Innovation, Finance, Health Enterprise Management, Human Resources Management, International Business, Management and Organizations, Management and Strategy, Managerial Economics, Marketing, Marketing Management, Media Management, Operations Management, Real Estate Management, Social Enterprise at Kellogg, and Technology Industry Management)에 대한 학위를 수여하고 있다. 또한실제 경험을 통한 교육을 최대화하기 위해 체험 학습(Experiential Learning)의 기회를 제공해 주고 있다. 파트타임 학생들의 경우 직장생활을 하면서 공부를 병행하는 것을 고려하여 수업은 야간에 진행된다. 대부분의 파트타임 수업은 시카고 다운타운에 있는(340E. Superior street) 캠퍼스에서 진행되며, 나머지 수업은 에반스톤 캠퍼스에서 이루어진다.
2007년 6월부터 토요일 파트타임 MBA 과정을 제공하기 시작하였는데, 이는 시카고 근교에 살지 않거나, 주중에 다른 지역에서 일을 하여 수업에 참가할 수 없는 사람들을 대상으로 한 것이다. 최고경영자 MBA 과정(Executive MBA program)은 세계의 유수 대학과 공동학위(Joint Degree)를 제공해 주고 있으며, 대상 학교로는 캐나다의 Schulich School of Business at York University , 독일의 WHU-Otto Beisheim School of Management , 이스라엘의 Tel Aviv University's Recanati Graduate School of Business Administration , 그리고 홍콩의 The Hong Kong University of Science and Technology 등이 있다.
켈로그 경영대학원은 MBA 프로그램 이외에도, Accounting Information and Management, Finance, Managerial Economics and Strategy, Marketing, Management and Organizations, Management and Organizations and Sociology (Kellogg School 과 Weinberg College of Arts and Sciences(NU 학부)의 연계과정), Operations Management 등 7개 분야에 걸친 PhD프로그램 및 법학학위와 PhD 학위를 함께 취득할 수 있는 JD-PhD 프로그램도 제공한다.
MMM프로그램은 MBA와 MEM(Master of Engineering Management)의 연계 과정으로, 제품의 초기 컨셉 설정 단계에서 실제 생산, 판매에 이르는 전 과정에 걸쳐 Product, Process 및 Service에 대한 효율적 관리를 중점적으로 다룬다. 매년 60여명의 신입생을 선발하며, 미국 내 인지도가 매우 높은 McCormick School of Engineering의 Operations, Design 수업과 Kellogg 의 다양한 커리큘럼을 함께 경험할 수 있는 장점이 있다. MMM프로그램 이수자는 Kellogg School of Manangement의 Master of Business Administration 학위와, McCormick School of Engineering and Applied Science의 Master of Engineering Management 학위를 함께 받게 된다.
JD-MBA 프로그램은 켈로그와 노스웨스턴 법대가 공동 운영하는 복수학위(Dual Degree) 프로그램이다. 대부분의 타대학의 동종과정이 4년 걸리는 데 비해 이 과정은 3년이 걸린다. 졸업생들은 JD와 MBA 학위를 동시에 받게 된다. LSAT 없이 GMAT으로 1회의 지원과정만 있다는 측면에서, JD-MBA 프로그램들 중 독특한 지원 과정의 선구자 역할을 했다. 2010년에 펜실베니아 대학(University of Pennsylvania) 이 JD-MBA 지원요건을 켈로그와 동일하게 변경했다. 켈로그 JD-MBA 프로그램에는 매년 평균 25명이 입학한다.
켈로그는 학위 프로그램들 외에도, 다양한 분야를 다루는 비학위 최고경영자(Executive) 프로그램이 있다. 이 프로그램은 개방형 등록(Open Enrollment) 방식이며, 에반스톤 소재James L. Allen Center와 마이애미 캠퍼스에서 수강이 가능하다.

## 학교생활 및 문화
켈로그 문화중 가장 큰 비중을 차지하고 있는 부분은 학생들의 팀워크다. 신입생 입학허가 결정, 신입생 환영주간 운영, 주요 컨퍼런스의 운영 및 주요 이벤트 주관 등 학교 운영의 전반을 학생들이 주체가 되어 이끌어 나가고 있다.
켈로그는 경영대학원으로서는 세계 최초로 지원자 전원을 인터뷰하여 그들의 리더십 역량과 켈로그 문화에 적합한지를 평가하고 있다. 이에 따라 최고 수준의 대학 성적, GMAT 점수 및 직장에서 쌓은 업적에 못지 않게 켈로그의 문화에 부합하는지가 입학허가에 중요한 변수로 작용한다.
신입생 오리엔테이션 이전에 대부분의 신입생들은 KWEST (Kellogg Worldwide Experiences and Service Trips)라는 여행에 참여하게 된다. KWEST는 약 1주일간 진행되며 대략 25명의 학생들이 한 조를 이루에 떠나게 된다. 목적지는 전 세계 약 20군데가 있으며 자신이 원하는 곳 몇 군데를 지원하면 학생들이 운영하는 주최측에서 조를 배정하는데, 최대한 다양한 배경을 가진 학생들이 섞일 수 있도록 하는데 중점을 둔다. 켈로그의 풀타임 학생들은 Poet, Cash Cows, Highlanders, Bucket heads, Bull Frogs, Big Dogs, Jive Turkeys 및 Moose라고 불리는 8개의 섹션 중 한 곳에 배정된다. 두 주간 진행되는 CIM(Complete Immersion in Management)라 불리는 신입생 오리엔테이션 동안 학생들은 다양한 섹션대항 시합 및 친선행사에 참여하게 된다. 대부분의 신입생들은 첫해 전공필수 수업을 자신과 같은 섹션의 학생들과 함께 수강하게 된다. 켈로그 1년 MBA 과정(1 Year MBA)를 다니는 학생들은 Roadrunners라는 조에 배정된다.
켈로그에 입학하게 되면 모든 학생들은 켈로그 윤리규정(Kellogg Honor Code)을 준수할 것을 서약하게 된다. 이는 기본적으로 일체의 부정행위를 하지 않고 자발적으로 규칙을 지키게 됨을 의미하는데, 이를 위반할 시에는 켈로그의 학생 및 교직원으로 구성된 벌칙 위원회에서 처벌의 수위를 결정하게 된다. 켈로그는 또한 “Special K!”라는 뮤지컬로도 유명한데, 매년 2회 공연을 통해 켈로그 학생들의 다양한 재능을 자랑하고 있다. 모든 공연은 100% 학생들이 기획, 연출, 공연한다.

## 교수진
켈로그 경영대학원의 저명한 교수진은 아래와 같다.

### 현 교수진
- Jeanne M. Brett, 다문화간(cross-cultural) 협상과 분쟁 조정에 관한 연구가 널리 인정받고 있는 사회 심리학자로 Dispute Resolution Research Center 의 설립자

- Shane Greenstein, 2002년부터 2005년까지 Management and Strategy 분과장 역임

- 필립 코틀러, Financial Times에 의해 경영학의 최고권위자 통산 4위에 선정된 마케팅 계의 석학

- Dale T. Mortensen, 2010년 노벨 경제학상 수상자. ”노동시장의 탐색-매칭에 따른 마찰 요인에 대한 연구”

- Sergio Rebelo, 거시경제학자로 실물경제주기 및 통화정책에 대한 연구로 그 업적을 인정받았음. Econometric Society의 석학회원

- Mohan Sawhney, 하이테크 비즈니스의 선구자로 비즈니스위크에 의해 e-비즈니스 분야에서 가장 영향력 있는 25인 중 1인으로 선정됨

- Brian Uzzi, 네트워크 이론의 창시자로서 소셜네트워크, 복잡성이론, 자리매김이론의 연구를 널리 인정받고 있는 사회학자

- Robert J. Weber, 경매와 승인 투표 (approval voting)에 대한 독창적인 연구로 명성이 높은 교수

- Robert McDonald, 경영대학원에서 가장 많이 활용되는 파생상품 교재 ’Derivatives Markets’의 저자

### 명예 교수진
- Robert Blattberg, 마케팅 명예 교수(2009년 은퇴), 계량 마케팅 분야 권위자.

- Louis W. Stern, 마케팅 명예 교수(2001년 은퇴), 마케팅 채널 행태 관련 권위자.

- Idney J. Levy, 마케팅 명예 교수(1991년 은퇴), 브랜드 이미지, 상징주의, 문화적 의미와 관련한 마케팅 분야의 연구로 21세기 마케팅 및 소비자 행동 연구에 가장 큰 공헌자 중 한 사람으로 평가됨

- Alfred Rappaport, 회계학 명예 교수(1995년 은퇴), 주주가치 개념의 창시자 중 한 사람으로 불림

### 은퇴 교수진
- Arthur Andersen, 본인의 이름을 따 창립된 회사의 창업자

- Max Bazerman, Management and Organizations분과에서 1985년부터 2000년까지 재직

- Bengt Holmstrom, Managerial Economics and Decision Sciences 분과에서 1970년부터 1983년까지 재직

- Ranjay Gulati Management and Organizations 분과에서 1985년부터 2000년까지 재직

- Dawn Iacobucci, Marketing 분과에서 1987년부터 2004년까지 재직

- Marvin Manheim, 수송 (transportation)분야의 저명한 교수

- Paul Milgron, Managerial Economics and Decision Sciences 분과에서 1985년부터 2000년까지 재직

- Roger Myerson, 2007년 노벨 경제학상 수상. 1976년부터 2001년까지 재직

- John F. Sherry, Jr., Marketing 분과에서 1993년부터 2005년까지 재직

## 글로벌 파트너쉽
켈로그 경영대학원은 세계 각 지역간의 교류협력 증대, 주요 경영관련 주제들에 관한 글로벌 차원에서의 심도 있는 토론의 기회 창출, 그리고 최고경영진 교육과정에서의 글로벌 통합네트워크 제공을 위하여 세계 유수의 경영대학원들과 협력 관계를 구축해 왔다. 켈로그 경영대학원은 하기 학교들과 공동의 최고경영자 교육과정을 제공하고 있으며 켈로그의 학위를 수여하고 있다.
- Indian School of Business, 인도 하이데라바드(Kellogg co-founded the school)

- School of Business and Management at 홍콩 과기대학, 홍콩, 중국

- Guanghua School of Management, 중국 베이징, 베이징 대학

- Recanati Graduate School of Management, 이스라엘 텔아비브 대학교

- WHU-Otto Beisheim School of Management, 독일

- Schulich School of Business at 요크 대학교, 캐나다 토론토

- Sasin Graduate Institute of Business Administration of Chulalongkorn University, 태국 (켈로그 공동 설립학교)